# Ross Wetmore
Frederick Ross Wetmore, né le 3 avril 1953 à Campbellton), est un homme d'affaires et un homme politique canadien. 
Il représente la circonscription de Grand Lake-Gagetown à l'Assemblée législative du Nouveau-Brunswick de 2010 à 2014, puis celle de Gagetown-Petitcodiac de 2014 à 2024. Il est ministre de l'Agriculture, de l'Aquaculture et des Pêches de 2018 à 2020.

## Biographie
Avec son partenaire Gerald Kerr, Wetmore a inauguré une épicerie, K & W Quality Meats à Gagetown en 1979. L'entreprise a grandi au cours des 30 années suivantes et regroupe une épicerie, un commerce de boucherie en gros, une marina et un restaurant. Son entreprise s'est méritée plusieurs prix d'excellence au fil des ans.
De confession anglicane, Wetmore est membre de la loge maçonnique Alexander et du Club Rotary de Gagetown. Il a été président du foyer de soins de longue durée Orchard View en plus d'être le président-fondateur d'un festival de musique et de motocyclettes, le Rage in the Gage.